# Esdra greco
Con la dicitura Esdra greco si intende l'antica versione greca del Libro biblico di Esdra che compare nella Septuaginta subito prima del libro canonico di Esdra-Neemia. Essa è considerata un apocrifo dell'Antico Testamento dalla maggior parte dei cristiani, ma è riconosciuta anch'essa come canonica dalla Chiesa ortodossa e da quella etiopica. Il libro è conosciuto anche con altre diciture a seconda del periodo storico e delle confessioni religiose:
- 1 Esdra o Esdra A' nella Settanta e nelle tradizioni ortodosse e protestanti;
- 2 Esdra nella tradizione cattolica pre-tridentina;
- 3 Esdra o Terzo libro di Esdra nell'attuale tradizione cattolica post-tridentina

Lo scritto è molto simile al libro canonico di Esdra ma è preceduto dagli ultimi due capitoli del libro delle Cronache ed è seguito dai vv. 8,1-12 del libro di Neemia, che si interrompono dopo le prime parole del versetto 8,13. Inoltre i vv.4,7-24 del libro canonico di Esdra si trovano fra i capp. 1 e 2 e sono seguiti dalla narrazione dei tre cortigiani di Dario, un episodio che manca nel libro canonico.
Gli studiosi sono divisi su come spiegare l'estrema somiglianza di Esdra greco con il libro di Esdra canonico. Benché il testo sia redatto in greco, alcuni studiosi ipotizzano un proto-testo ebraico perduto e privo della storia dei tre cortigiani come origine comune dei due libri di Esdra. Il testo greco sarebbe stato scritto in un periodo variamente datato dagli studiosi tra il II secolo a.C. e il I secolo a.C.

## Diffusione
Nella LXX sono compresi entrambi i libri di Esdra (quello "greco" e quello tradotto dall'ebraico con piccole differenze rispetto al testo masoretico) indicati con Esdra A' ed Esdra B' e ritenuti entrambi canonici dai cristiani ortodossi. Anzi, le citazioni attribuite negli scritti dei primi cristiani al "Libro di Esdra" scritturale (senza alcuna qualifica) sono tratte da Esdra greco e mai dal libro di Esdra-Neemia. Anche fra gli ebrei l'Esdra greco era tenuto in alto conto. Infatti, Giuseppe Flavio, pur essendo di stirpe sacerdotale, utilizza l'Esdra greco come una Sacra Scrittura e sembra ignorare il testo di Esdra-Neemia.
La maggior parte delle citazioni cristiane è tratta dal 'Racconto delle tre guardie', che venne interpretato da Agostino come una profezia cristologica. Esdra greco fu inserito anche nell'Hexapla di Origene e nella Vetus latina (la "Itala"), ma venne considerato apocrifo da San Girolamo ed escluso dalla Vulgata per un millennio. Il libro, tuttavia, continuò a essere considerato canonico nelle chiese d'Oriente, e dal XIII secolo venne inserito nei manoscritti parigini della Vulgata ("Biblia parisiensia"), pur essendo ritenuto apocrifo in Occidente. Anche papa Clemente VIII lo inserì nella Vulgata clementina, ma solo in appendice e solo perché non venisse dimenticato completamente ("ne prorsus intereat") un testo con una possibile profezia cristologica. Esdra greco, quindi, non è contenuto nelle attuali bibbie cattoliche e protestanti.

## La contesa dei cortigiani di Dario
La sezione assente in Esdra-Neemia inizia con una storia variamente conosciuta come la " contesa di Dario " o il "Racconto delle tre guardie". Nel suo secondo anno di regno il "re dei re" Dario avrebbe chiesto a tre suoi cortigiani cosa o chi fosse più forte al mondo. Il primo rispose il vino; il secondo il re e il terzo cortigiano, Zorobabele, vinse rispondendo che non c'è nulla più forte della donna e della verità. Questa risposta deve forse essere valutata ricordando la narrazione biblica in cui le mogli pagane sono in grado di indurre all'idolatria perfino Salomone  (1 Re 11,1-8). Come premio, poi, Zorobabele avrebbe ottenuto per sé e per il suo popolo di poter tornare a Gerusalemme per completare la ricostruzione del Tempio, i cui lavori erano stati arrestati da un precedente imperatore, il cui nome è specificato come Artaserse, anche se per coerenza storica dovrebbe essere Cambise II.
Il racconto apocrifo costituisce un'introduzione al racconto canonico del rientro a Gerusalemme degli ebrei, dandone il merito maggiore a Zorobabele; un altro dettaglio importante per i Cristiani che trovavano Zorobabele fra gli antenati di Gesù nei vangeli di Matteo e di Luca.

## Confronto di Esdra greco con i libri canonici della Bibbia
Si osservi che:
- Lo schema concentrico sembra estendersi a tutto il libro, che inizia e termina con una solenne festa religiosa di riconciliazione di Israele con YHWH dopo un periodo di allontanamento; all'infedeltà dei successori di Giosia corrisponde lo zelo di Esdra e del popolo; alla sottrazione di oro e argento dal Tempio, la donazione da parte dei capo-famiglia (Esd 7,69-71). Questa struttura valorizza il ruolo centrale di Zorobabele: il ritorno a Gerusalemme è ottenuto grazie alla saggezza di un principe, discendente di Davide. Si veda anche Zac. 4,6-10.
- Il testo inizia bruscamente con "E Giosia celebrò la Pasqua...", le prime parole del cap. 35 del II libro delle Cronache, evidentemente per sottolineare che Esdra greco vuole esserne la continuazione.
- Il testo si interrompe bruscamente con le prime parole del v. 8,13 del libro di Neemia. Come al termine del libro delle Cronache compare l'inizio troncato del primo paragrafo del libro di Esdra, l'interruzione apparentemente maldestra segnala convenzionalmente di proseguire con il testo successivo del brano di Neemia 8,13-18 e forse con Ne 9.
- Esdra greco sembra letterariamente superiore al libro canonico di Esdra non solo nella struttura, ma anche nei dettagli del testo (si osservi, per esempio, che il totale dell'inventario di arredi cultuali restituiti da Ciro in Esd. 1,11 non corrisponde alla somma degli addendi, mentre il conto torna nel corrispondente brano di Esdra greco) e nel linguaggio.[9] Anche le difficoltà di coerenza storica sono alleviate dall'assenza della figura di Neemia, perché non occorre più ipotizzare un ritorno di Esdra dopo dodici anni. Resta, evidentemente, la sostituzione del nome di Artaserse a quello di Cambise, che comunque è presente anche in Esdra.